# Gigi Herr
Gisela „Gigi“ Herr (* 28. Dezember 1942 in Köln; † 6. Dezember 2023) war eine deutsche Schauspielerin.

## Leben
Die Nichte von Trude Herr debütierte bereits als Vierjährige am Millowitsch-Theater. Später trat sie im Kölner Karneval auf und spielte für Walter Bockmayer am Kaiserhof-Theater sowie von 2003 bis 2015 am Scala-Theater. Gelegentlich war Herr auch in Filmen und Fernsehserien zu sehen. Sie war auf humoristische und frivole Rollen spezialisiert. In der Serie Hausmeister Krause war sie in mehreren Folgen als Dieter Krauses bösartige Schwiegermutter Rosemarie zu sehen.
Herr trat bis 2015 regelmäßig auf und zog sich dann zunehmend ins Privatleben zurück. Sie starb im Dezember 2023 nach langer Krankheit im Alter von 80 Jahren und wurde auf dem Kölner Nordfriedhof beigesetzt. Sie hinterließ einen Sohn.

## Filmografie
- 1992: German Fried Movie
- 1994/1998: Die Wache (Fernsehserie, drei Folgen)
- 1995: Carmen – Die Königin vom Klapperhof
- 1996: Ärzte (Fernsehserie, eine Folge)
- 1996: Peter Strohm (Fernsehserie, eine Folge)
- 2000: Die Motorrad-Cops – Hart am Limit (Fernsehserie, eine Folge als 'Wirtin')
- 2003: SOKO Köln (Fernsehserie, eine Folge als 'Wirtin')
- 2003/2006: Hausmeister Krause – Ordnung muss sein (Fernsehserie, zwei Folgen als 'Rosmarie Küppers')
- 2008: Tatort: Müll
- 2009: Jebohnert op Kölsch

## Hörspiele (Auswahl)
- 1976: Hans Brodesser: Kölscher Krimi: Nor ne Probealarm (2. Kundin/Weibliche Stimme) – Regie: Leopold Reinecke (Original-Hörspiel, Kriminalhörspiel, Mundarthörspiel – WDR)
- 1992: Klas Ewert Everwyn: Mamm und Papp (Griet/Händlerinstimme) – Regie: Axel Neumann (Originalhörspiel – WDR)
- 1992: Christine Vogeley: Manes un nies oder D’r Balkongpoet (Fatima) – Regie: Alex Neumann (Mundarthörspiel – WDR)
- 2006: Karlheinz Koinegg: Jesus und die Mühlen von Cölln (3 Teile) (Sphinx) – Regie: Martin Zylka (Originalhörspiel, Kinderhörspiel – WDR)